# Walter de Silva
Walter Maria de Silva (ur. 27 lutego 1951 w Lecco) – projektant samochodowy z Włoch, obecnie projektuje samochody dla wszystkich marek Volkswagena. Jego kariera rozpoczęła się w 1972 r., gdy pracował dla Fiata. Następnie przez dziewięć lat pracował dla I.DE.A Institute, aż został zatrudniony przez Alfa Romeo. W 1998 roku podjął się pracy dla Volkswagena.

## Zaprojektowane samochody
- Alfa Romeo
  - Alfa Romeo Proteo (1991)
  - Alfa Romeo 145/146 (1994)
  - Alfa Romeo Nuvola (1996)
  - Alfa Romeo 156 (1997)
  - Alfa Romeo 166 (1998)
  - Alfa Romeo 147 (2000)
- SEAT
  - SEAT Salsa (2000)
  - SEAT Tango (2001)
  - SEAT Córdoba II (2002)
  - SEAT Ibiza III (2002)
  - SEAT Altea (2004)
  - SEAT Toledo III (2004)
  - SEAT León II (2005)
  - SEAT Alhambra II (2010)
  - SEAT Mii (2011)
- Audi
  - Audi A3 (2003)
  - Audi Nuvolari quattro (2003)
  - Audi A4 B7 (2004)
  - Audi A6 C6 (2005)
  - Audi Q7 I (2005)
  - Audi R8 (2006)
  - Audi TT II (2006)
  - Audi A5 8T (2007)
  - Audi A4 B8 (2008)
- Volkswagen
  - Volkswagen Golf Plus (2005)
  - Volkswagen Golf VI (2008)
  - Volkswagen Scirocco III (2008)
  - Volkswagen Amarok (2009)
  - Volkswagen Polo V (2009)
  - Volkswagen Jetta (2010)
  - Volkswagen Sharan II (2010)
  - Volkswagen up! (2011)
  - Volkswagen Golf VII (2012)
  - Volkswagen Beetle (2011)
- Škoda Auto
  - Škoda Citigo (2011)